# Bezek (gromada)
Bezek – dawna gromada, czyli najmniejsza jednostka podziału terytorialnego Polskiej Rzeczypospolitej Ludowej w latach 1954–1972.
Gromady, z gromadzkimi radami narodowymi (GRN) jako organami władzy najniższego stopnia na wsi, funkcjonowały od reformy reorganizującej administrację wiejską przeprowadzonej jesienią 1954 do momentu ich zniesienia z dniem 1 stycznia 1973, tym samym wypierając organizację gminną w latach 1954–1972.
Gromadę Bezek z siedzibą GRN w Bezku utworzono – jako jedną z 8759 gromad na obszarze Polski – w powiecie chełmskim w woj. lubelskim na mocy uchwały nr 7 WRN w Lublinie z dnia 5 października 1954. W skład jednostki weszły obszary dotychczasowych gromad Adolfin, Bezek wieś, Bezek kol., Bezek Dębiński, Julianów i Lechówka ze zniesionej gminy Staw w tymże powiecie. Dla gromady ustalono 10 członków gromadzkiej rady narodowej.
1 stycznia 1960 gromadę zniesiono, włączając jej obszar do gromady Nowosiółki w tymże powiecie.